# Eupithecia importuna
Eupithecia importuna är en fjärilsart som beskrevs av András Vojnits 1981. Eupithecia importuna ingår i släktet Eupithecia och familjen mätare. Inga underarter finns listade i Catalogue of Life.